# Gug Kirke
Gug Kirke er beliggende i det sydlige Aalborg. Den er bygget efter tegninger af arkitekterne Inger Exner og Johannes Exner. Byggeriet startede 1. juli 1971, og kirken blev indviet i 1972.
Kirken er opført i "brutal" beton.

## Eksterne kilder og henvisninger
- Gug Kirke hos KortTilKirken.dk